# 杨鸣
杨鸣（1985年7月31日—），遼寧大连人，中国前男子篮球运动员，曾任中国国家男子篮球队队员，职业生涯效力于CBA的辽宁队，身披12号战衣，并担任队长。杨鸣在CBA有“第一帅哥”之稱。2017-2018赛季，协助辽宁队夺得CBA总冠军，2019年退役，轉任遼寧飛豹籃球隊經理。2020年6月28日，由于前任主教练郭士强提出辞职并被俱乐部接受，俱乐部任命杨鸣为辽宁本钢队的教练组组长，行使主教练权利。2023年9月，杨鸣离开离开辽宁男篮，转投NBL球队辽宁益胜，担任球队总裁及总教练。2024年2月8日，杨鸣重返辽宁男篮，担任主教练。
作为职业篮球运动员，杨鸣在场上担任组织后卫。其特点是速度快、有冲击力、传球意识好、防守积极、中远投命中率较高。

## 個人生活
楊鳴的前妻是唐佳良,两人育有一双儿女。兩人於2023年12月離婚.